# Club von Helgoland

Wappen des Clubs

Der Club von Helgoland war ein deutscher Gesellschaftsclub, dessen Treffen im helgoländer Konversationshaus (Kurhaus) und im Berliner Hotel Bristol (Unter den Linden) stattfanden. Er existierte von 1925 bis  1938.
Mitglieder waren (oft jüdische) Hamburger und Berliner Bankiers, verarmte Hochadelige und Politiker unterschiedlicher Richtungen (z. B. Albert Südekum oder Wilhelm Cuno). Gebürtige Helgoländer gehörten nicht dazu. Gegründet wurde er von dem Helgoländer Landrat Gustav Etzel, dem Mitglied des Vorstands des Central-Vereins deutscher Staatsbürger jüdischen Glaubens Ernst Wallach und von Prinz Bernhard zur Lippe, Vater des späteren holländischen Prinzgemahls Bernhard zur Lippe-Biesterfeld. Viele seiner über 170 Mitglieder gehörten gleichzeitig zum Deutschen Herrenklub, Berlin.
Nach ihrer Satzung war „Der Zweck des Clubs ... die Förderung Helgolands als Seebad und die Pflege der Geselligkeit auf Helgoland.“ Landrat Etzel benutzte den Klub aber auch 1928/29 für seinen Kampf gegen separatistische Bewegungen auf Helgoland. Der Klub wurde zum Gegner der frühen Nationalsozialisten auf Helgoland. Die Abkürzung CvH wurde antisemitisch mit die "Cohns von Helgoland" übersetzt. 1933 wurde Ernst Wallach von Helgoland vertrieben, das Klubleben endete auch durch den Tod seines Vorsitzenden Prinz Bernhard zur Lippe 1934.
Weitere prominente Mitglieder waren Hans Albers und Emil Jannings.